# Bort-les-Orgues
Pour les articles homonymes, voir Bort.
Bort-les-Orgues est une commune française, située dans le département de la Corrèze en région Nouvelle-Aquitaine.

## Géographie

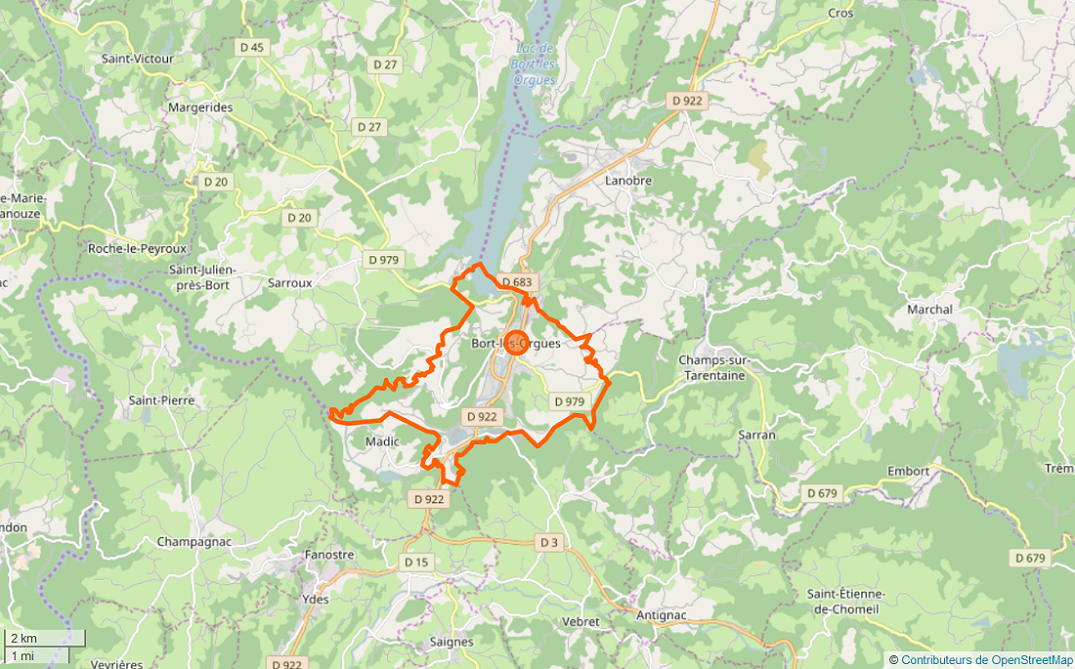
Limite communale.

Bort se situe dans un paysage typique de l'Auvergne. La ville se place sur un sillon houiller datant de l'ère primaire. À 860 m d'altitude, sur 2 km de longueur et 80 m de hauteur, les orgues d'âge incertain sont issues d'une coulée de phonolite venant des Monts du Cantal.
Le regard embrasse un vaste panorama : l'imposant massif du Sancy, la masse gigantesque du Cantal, le plateau de l'Artense ou « pays des pierres », les vallées glaciaires au fond large et plat, aux versants abrupts.

### Localisation
La commune est située dans le Massif central à 28 km au sud-est d'Ussel, 83 km au nord-est de Tulle, 77 km au nord d'Aurillac et à 79 km au sud-ouest de Clermont-Ferrand.

### Communes limitrophes
Bort-les-Orgues est limitrophe de six communes, dont cinq dans le département du Cantal. La ville est limitrophe du Cantal et de la région Auvergne-Rhône-Alpes.
Les communes limitrophes sont Champs-sur-Tarentaine-Marchal, Lanobre, Madic, Vebret et Sarroux - Saint Julien.
|                        | Lanobre            |                               |
| Sarroux - Saint Julien | Bort-les-Orgues    | Champs-sur-Tarentaine-Marchal |
| Madic                  | Ydes (quadripoint) | Vebret                        |

### Hydrographie

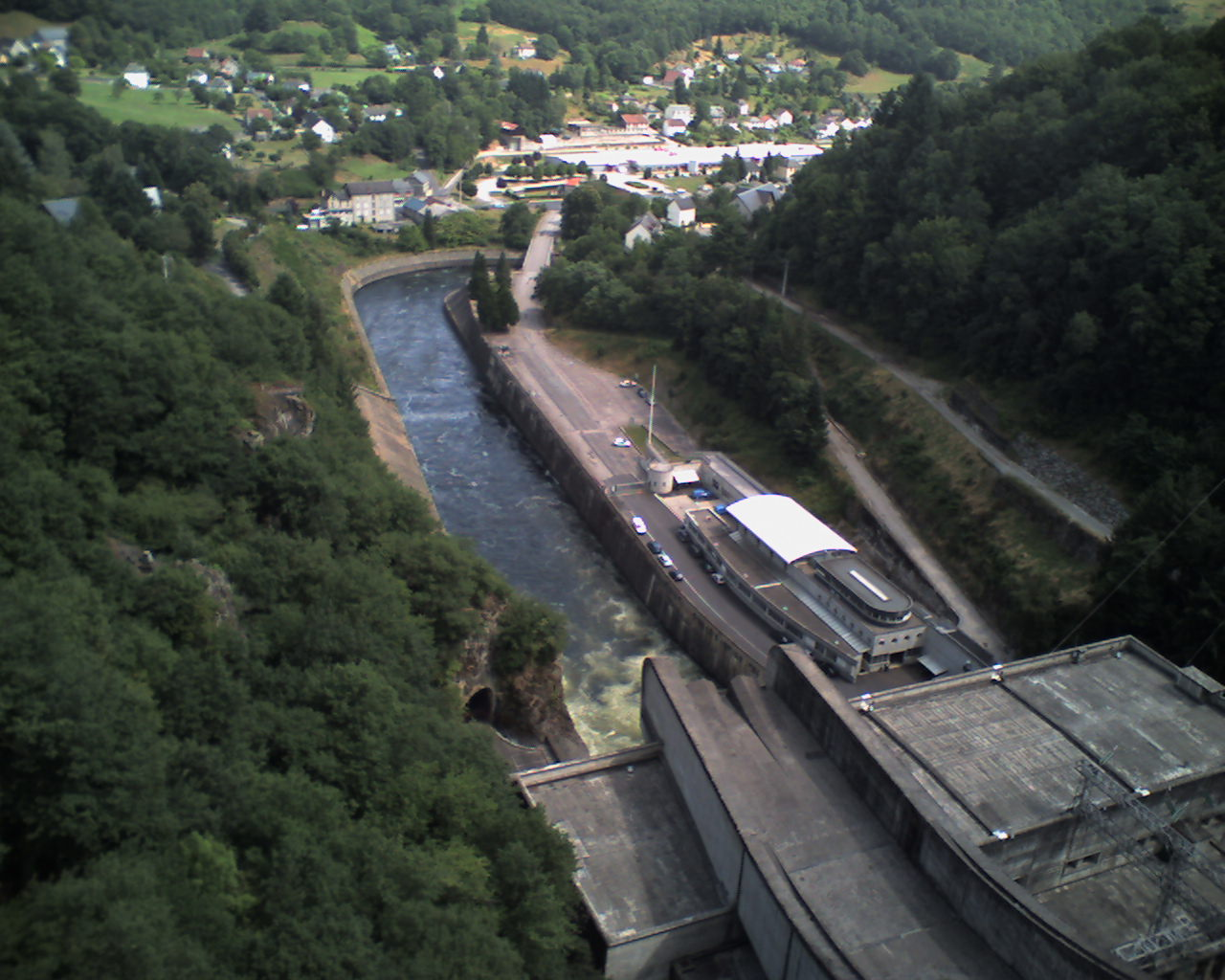
Vue du haut du barrage de Bort-les-Orgues.

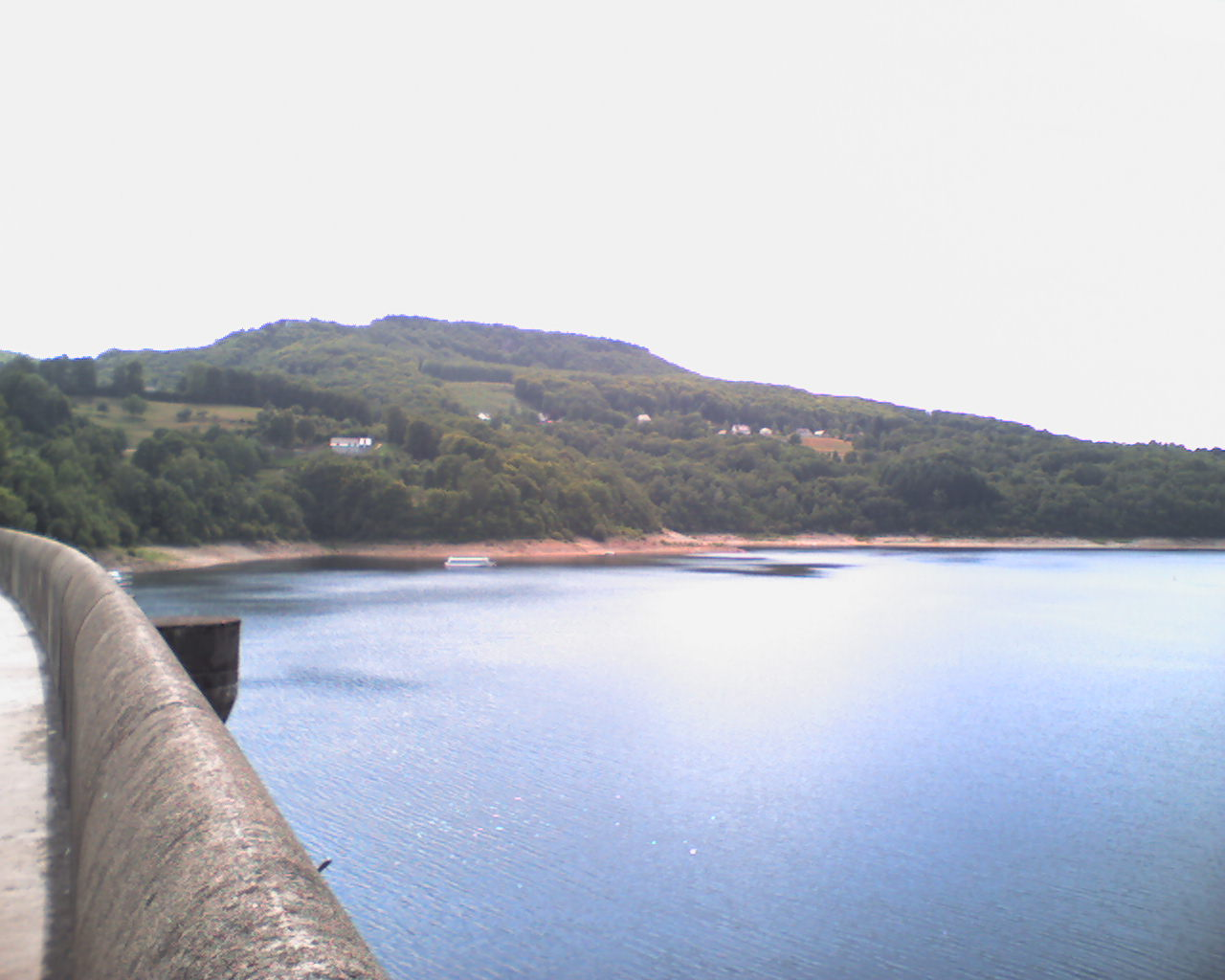
Lac du barrage de Bort-les-Orgues.

Bort-les-Orgues est située sur la Dordogne. Le barrage de Bort-les-Orgues se trouve sur ce fleuve et a fortement modifié la physionomie de la commune et celle de sa proche région, lors de la mise en eau de sa retenue en 1952. Plusieurs villages ont été engloutis à cette occasion, Port-Dieu par exemple : l'anthropologue Armelle Faure a publié une étude fouillée sur le sujet où elle confirme que « Port-Dieu est devenu un lieu presque mythologique ».
Les autres cours d'eau présents sur la commune sont la Grande Rhue, le Soulou, la Tialle et le ruisseau de Cheylade.
Le barrage, mis en eau en 1952 (120 m de haut, 390 m de développement en crête, 80 m d'épaisseur à la base), est désormais un élément du patrimoine local qui accueille entre 14 000 et 17 000 visiteurs par an.
Il coupe la Dordogne et il est le réservoir de quatre barrages situés en aval : Marèges, L'Aigle, le Chastang et Argentat. Sa retenue de 1 070 ha sur 21 km de longueur, partiellement aménagée pour les loisirs, ajoute les plaisirs de l'eau à ceux de la montagne. C'est la troisième plus grande retenue française pour un barrage en béton (hors DOM-TOM).

### Géologie et relief

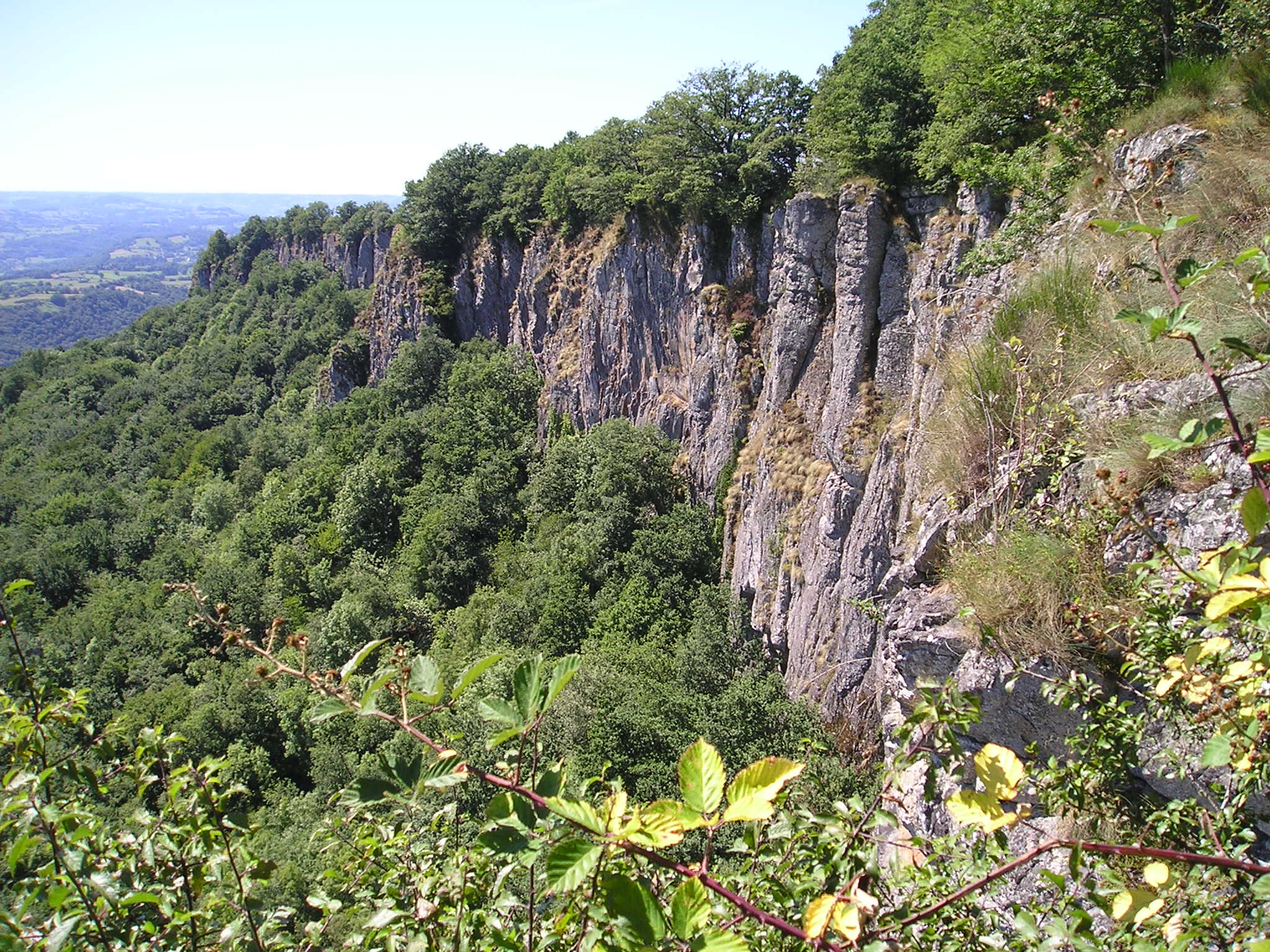
Les orgues de Bort-les-Orgues.

Le Puy de Bort a une altitude de 860 m, un point trigonométrique sur le parcours de la Méridienne.
Les orgues de Bort s’étirent sur deux kilomètres de longueur et montent jusqu'à 80 mètres. Issues d’une coulée de phonolite venant du Cantal, elles dominent la ville située à leur pied à une altitude de 430 mètres. Du haut des orgues, les visiteurs ont accès au point de vue qu’elles procurent sur l’Auvergne et le Limousin.

### Climat
Pour des articles plus généraux, voir Climat de la Nouvelle-Aquitaine et Climat de la Corrèze.
Historiquement, la commune est exposée à un climat montagnard.  
En 2020, Météo-France publie une typologie des climats de la France métropolitaine dans laquelle la commune est exposée à un climat de montagne et est dans la région climatique Ouest et nord-ouest du Massif Central, caractérisée par une pluviométrie annuelle de 900 à 1 500 mm, maximale en automne et en hiver.
Pour la période 1971-2000, la température annuelle moyenne est de 10,4 °C, avec  une amplitude thermique annuelle de 15,2 °C. Le cumul annuel moyen de précipitations est de 1 061 mm, avec 13,7 jours de précipitations en janvier et 8 jours en juillet. Pour la période 1991-2020, la température moyenne annuelle observée sur la station météorologique la plus proche, située sur la commune de Saignes à 7 km à vol d'oiseau, est de 11,3 °C et le cumul annuel moyen de précipitations est de 987,0 mm,. Pour l'avenir, les paramètres climatiques de la commune estimés pour 2050 selon différents scénarios d’émission de gaz à effet de serre sont consultables sur un site dédié publié par Météo-France en novembre 2022.

## Urbanisme

### Typologie
Au 1er janvier 2024, Bort-les-Orgues est catégorisée bourg rural, selon la nouvelle grille communale de densité à 7 niveaux définie par l'Insee en 2022.
Elle appartient à l'unité urbaine de Bort-les-Orgues, une unité urbaine monocommunale constituant une ville isolée,. Par ailleurs la commune fait partie de l'aire d'attraction de Bort-les-Orgues, dont elle est la commune-centre,. Cette aire, qui regroupe 11 communes, est catégorisée dans les aires de moins de 50 000 habitants,.
La commune, bordée par un plan d’eau intérieur d’une superficie supérieure à 1 000 hectares, le lac de Bort-les-Orgues, est également une commune littorale au sens de la loi du 3 janvier 1986, dite loi littoral. Des dispositions spécifiques d’urbanisme s’y appliquent dès lors afin de préserver les espaces naturels, les sites, les paysages et l’équilibre écologique du littoral, tel le principe d'inconstructibilité, en dehors des espaces urbanisés, sur la bande littorale des 100 mètres, ou plus si le plan local d’urbanisme le prévoit.

### Occupation des sols
L'occupation des sols de la commune, telle qu'elle ressort de la base de données européenne d’occupation biophysique des sols Corine Land Cover (CLC), est marquée par l'importance des territoires agricoles (43,5 % en 2018), une proportion sensiblement équivalente à celle de 1990 (43,3 %). La répartition détaillée en 2018 est la suivante : 
forêts (32,7 %), zones agricoles hétérogènes (25 %), prairies (18,5 %), zones urbanisées (12,6 %), milieux à végétation arbustive et/ou herbacée (5,9 %), eaux continentales (1,9 %), mines, décharges et chantiers (1,8 %), zones industrielles ou commerciales et réseaux de communication (1,5 %).
L'évolution de l’occupation des sols de la commune et de ses infrastructures peut être observée sur les différentes représentations cartographiques du territoire : la carte de Cassini (XVIIIe siècle), la carte d'état-major (1820-1866) et les cartes ou photos aériennes de l'IGN pour la période actuelle (1950 à aujourd'hui).

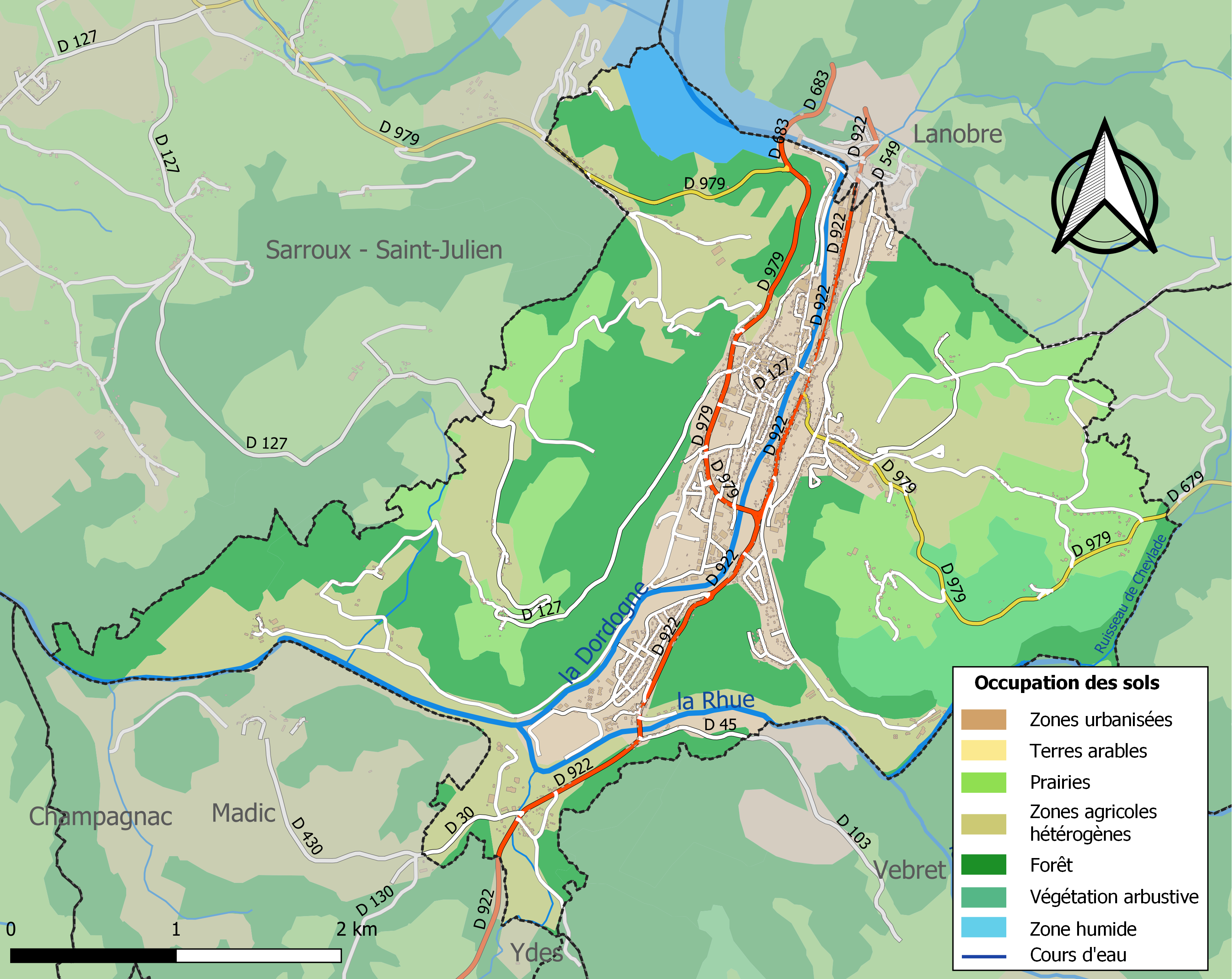
Carte des infrastructures et de l'occupation des sols de la commune en 2018 (CLC).

### Logement
Bort-les-Orgues comptait 2 132 logements en 2017, selon l'INSEE dont 64,1 % de résidences principales, 7,1 % de résidences secondaires et 28,8 % de logements vacants. De plus, 59,7 % des bortois sont propriétaires de leur logement.

### Voies de communication et transports
- Accès par l'autoroute A89 par la sortie no 23 Ussel-Ouest située à Saint-Angel à 28 km au nord-est.
- La RD 979 (anciennement RN 679) qui part de Limoges aboutit sur la commune avant de prendre le nom de RD 679 en direction de Saint-Flour.
- La RD 922 (anciennement RN 122) qui relie, en Auvergne, Laqueuille à Aurillac ne traverse la Corrèze et le Limousin que sur la commune.

La ville se trouvait sur la ligne de chemin de fer Bourges - Miécaze mais cette ligne est totalement désaffectée entre la gare de Bort-les-Orgues et Eygurande-Merlines depuis sa fermeture. 
Un projet de contournement du barrage par la voie ferrée a été lancé en même temps que le projet de barrage. Il a été même commencé par le percement d'un tunnel qui aurait dû faire 6 km de long en partant de la base du barrage ou passait la ligne et finissant en direction d'Ussel, sous le hameau de la Fourcherie. Le site d'inventaire des tunnels ferroviaires de France, répertorie cette épopée car cette construction commencée a été abandonnée en cours de route. Toutefois, le Gentiane express est un circuit touristique qui reprend partiellement l'ancienne ligne de Bort-les-Orgues à Neussargues et les TER Nouvelle-Aquitaine et TER Auvergne-Rhône-Alpes restent présents via des lignes d'autocar.
Les aéroports les plus proches sont Clermont-Ferrand et Aurillac. L'aérodrome d'Ussel - Thalamy se situe à 25 km de la commune.

### Risques majeurs
Le territoire de la commune de Bort-les-Orgues est vulnérable à différents aléas naturels : météorologiques (tempête, orage, neige, grand froid, canicule ou sécheresse), inondations, feux de forêts, mouvements de terrains et séisme (sismicité très faible). Il est également exposé à deux risques technologiques,  le transport de matières dangereuses et la rupture d'un barrage, et à un risque particulier : le risque de radon. Un site publié par le BRGM permet d'évaluer simplement et rapidement les risques d'un bien localisé soit par son adresse soit par le numéro de sa parcelle.

#### Risques naturels
Certaines parties du territoire communal sont susceptibles d’être affectées par le risque d’inondation par débordement de cours d'eau, notamment la Dordogne, la Rhue et le Soulou. La commune a été reconnue en état de catastrophe naturelle au titre des dommages causés par les inondations et coulées de boue survenues en 1982, 1990 et 1999,.

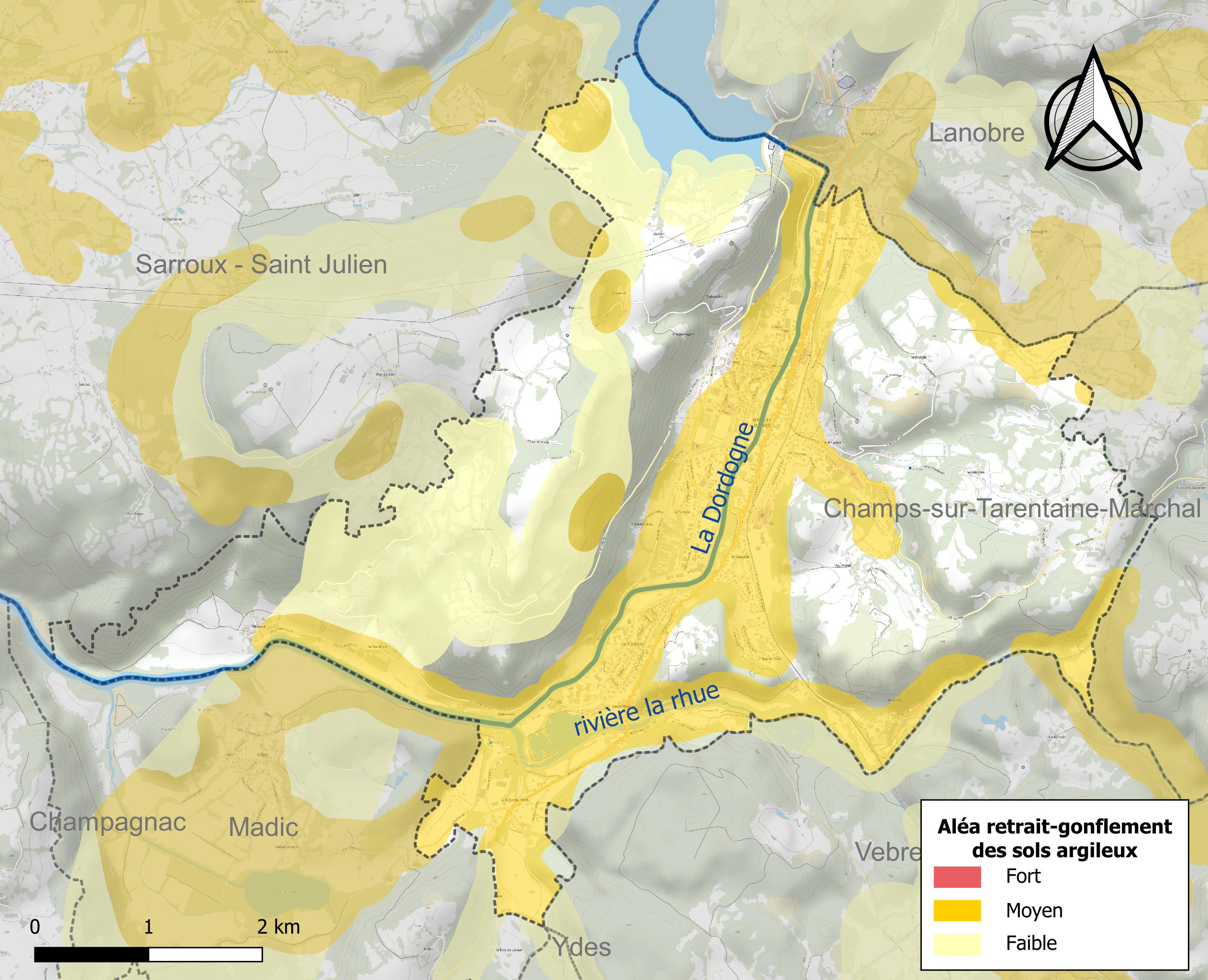
Carte des zones d'aléa retrait-gonflement des sols argileux de Bort-les-Orgues.

La commune est vulnérable au risque de mouvements de terrains constitué principalement du retrait-gonflement des sols argileux. Cet aléa est susceptible d'engendrer des dommages importants aux bâtiments en cas d’alternance de périodes de sécheresse et de pluie. 35,4 % de la superficie communale est en aléa moyen ou fort (26,8 % au niveau départemental et 48,5 % au niveau national). Sur les 1 238 bâtiments dénombrés sur la commune en 2019,  1 044 sont en aléa moyen ou fort, soit 84 %, à comparer aux 36 % au niveau départemental et 54 % au niveau national. Une cartographie de l'exposition du territoire national au retrait gonflement des sols argileux est disponible sur le site du BRGM,.
Concernant les feux de forêt, aucun plan de prévention des risques incendie de forêt (PPRIF) n’a été établi en Corrèze, néanmoins le code de l’urbanisme impose la prise en compte des risques dans les documents d’urbanisme. Le périmètre des servitudes d'utilité publique et des zones d'obligation légale de débroussaillement pour les particuliers est quant à lui défini pour la commune dans une carte dédiée.
Concernant les mouvements de terrains, la commune a été reconnue en état de catastrophe naturelle au titre des dommages causés par des mouvements de terrain en 1999.

#### Risques technologiques
Le risque de transport de matières dangereuses sur la commune est lié à sa traversée par une canalisation de transport d'hydrocarbures. Un accident se produisant sur une telle infrastructure est susceptible d’avoir des effets graves sur les biens, les personnes ou l'environnement, selon la nature du matériau transporté. Des dispositions d’urbanisme peuvent être préconisées en conséquence.
La commune est en outre située en aval du barrage de Bort-les-Orgues, un ouvrage de classe A disposant d'une retenue de 477 millions de mètres cubes. À ce titre elle est susceptible d’être touchée par l’onde de submersion consécutive à la rupture de cet ouvrage.

#### Risque particulier
Dans plusieurs parties du territoire national, le radon, accumulé dans certains logements ou autres locaux, peut constituer une source significative d’exposition de la population aux rayonnements ionisants. Certaines communes du département sont concernées par le risque radon à un niveau plus ou moins élevé. Selon la classification de 2018, la commune de Bort-les-Orgues est classée en zone 3, à savoir zone à potentiel radon significatif.

## Toponymie
Bort : le nom vient du gaulois Boduoritu composé des mots boduo (corneille) et ritu (gué). Bort signifie donc le « gué de la corneille », selon Albert Dauzat et Xavier Delamarre. Selon Marcel Villoutreix, la forme la plus ancienne (Baort en 1106, Boort  en 1131) exclut le mot boduo, fréquent dans l'onomastique gauloise ; il propose de rattacher le premier élément du composé à une base ononymique pré-indo-européenne *bal- « escarpement » qui désignerait les orgues de Bort.
Son nom traditionnel est Bòrt en occitan, c'est ce dernier qui passera en français pour donner le nom actuel. La commune s'appelait Bort et a pris le nom de Bort-les-Orgues en 1919.

## Histoire

### Les origines
À l’époque de Jules César, la région est peuplée par la cité gauloise des Lémovices, dont le nom est à l’origine de Limousin et Limoges. Les Romains, vainqueurs des Gaulois, construisent une voie entre Clermont et Limoges qui passe par Bort.
Après avoir été sous le contrôle des Wisigoths, le Limousin est récupéré par les rois francs au VIIe siècle. Au XIIe siècle, il passe brièvement sous la domination des Anglais.
L'ordre chrétien se substitue à l'ordre romain et laisse le long de la Dordogne un chapelet d'églises romanes. Les Bénédictins créent un prieuré au Xe siècle. Le plus connu d'entre eux, Pierre de Balzac (fin XVe siècle), accroît l'église de Bort, fait construire un pont sur la Dordogne et met en place une horloge. Aussi, l'église de Bort, édifiée entre le XIIe et le XVe siècle, associe-t-elle les styles roman et gothique. Elle est placée sous le double patronage de saint Germain, patriarche de Constantinople, et de saint Remède, évêque de Gap. Les reliques de ces deux prélats auraient été ramenées de Constantinople lors de la IVe Croisade (1204). Parmi les Croisés figuraient sans doute deux chevaliers de l'illustre famille de Bort/Lestrange qui, en 1370, abandonna son château de Ribeyrolle pour celui de Pierrefitte.
Bort s'émancipe tardivement de la tutelle de ses prieurs : les institutions consulaires s'installent seulement à la fin du Moyen Âge. Les habitants obtiennent de Charles VII le droit de construire des fortifications, ce qui est entrepris en 1438. Avec la paix revenue, les activités reprennent ; des châteaux se bâtissent, comme celui de Pierrefitte à l'allure encore médiévale, et celui de Val, annonçant la Renaissance. Les guerres de religion ensanglantent la région au XVIe siècle. Bort reçoit la visite des Huguenots et paye sans doute une rançon pour éviter le pillage (1569).

### Époque moderne
En l'an XI, Bort fusionne avec Saint-Thomas[Quoi ?], jusqu'ici situé dans le département du Cantal.
Bort, rattachée au diocèse de Limoges jusqu'en 1801, profite des libéralités de l'intendant Turgot pour être reliée directement par la route à la capitale du Limousin (fin XVIIIe siècle).
À cette époque, les marchés prospèrent. Traditionnellement ville commerciale, Bort se métamorphose en ville manufacturière au XIXe siècle. Certes, l'activité de production n'est pas nouvelle. Dès le XIVe siècle, les sabotiers profitent de l'abondance des forêts pour fabriquer des galoches.
Au XVIIIe siècle, les pays viticoles, grands consommateurs de fûts et de barriques, se ravitaillent en bois de haute Corrèze ; la Dordogne véhicule de nombreux trains de bûches. Trois activités surtout occupent une main d'œuvre abondante : la chapellerie (l'entreprise des frères Mègemond employait 400 personnes vers 1890), le moulinage de la soie à la Cascade (700 femmes y travaillaient à la fin du Second Empire) et le cuir. Pendant des siècles, les petits tanneurs bortois trempent leurs peaux dans la Dordogne. Ils sont ensuite les victimes de la concentration industrielle qui assure l'essor des Tanneries de Bort au XXe siècle.

### Époque contemporaine

#### Seconde Guerre mondiale
Le 19 octobre 1943, trente-neuf Bortoises et Bortois sont déportés par les Allemands. Rassemblés sur la place de la mairie, 35 hommes et 4 femmes, arrêtés à leur domicile familial ou sur leur lieu de travail, sont envoyés à Fresnes pour y être internés administratifs ou internés politiques ; certains sont déportés dans les camps de la mort, à Dachau ou à Buchenwald.

#### Économie
En 1932, une maroquinerie, la S.O.C.O., achève de faire de Bort « une cité du cuir ». Une entreprise de confection textile, implantée dans les années 1970, offre aussi de nombreux emplois jusqu'à ces dernières années (le groupe Bidermann possédait un site de production sur la commune). Ce travail industriel florissant assure une augmentation de la population bortoise qui s'installe le long des grands axes de communication (quartier de la gare, par exemple).
Un important effort est mené à la fin du XXe siècle, pour développer autour de la retenue un pôle touristique (camping, gîtes, piscine, embarcadères), en relation avec la commune de Lanobre dans le Cantal, dont la population et l'activité se sont accrues en raison de sa proximité avec Bort.
Mais, au début du XXIe siècle, Bort n'a pas trouvé de relais d'activité économique qui soit suffisant pour faire face à sa désindustrialisation.

## Politique et administration
Les personnalités exerçant une fonction élective dont le mandat est en cours et en lien direct avec le territoire de Bort-les-Orgues sont les suivantes :
| Élection        | Territoire                             | Titre                         | Nom                             | Tendance politique | Tendance politique | Début de mandat  | Fin de mandat |
| --------------- | -------------------------------------- | ----------------------------- | ------------------------------- | ------------------ | ------------------ | ---------------- | ------------- |
| Municipales     | Bort-les-Orgues                        | Maire de Bort-les-Orgues      | Éric Ziolo                      | LR                 |                    | 23 mai 2020      | 2026          |
| Départementales | Canton de la Haute-Dordogne            | Conseillers départementaux    | Marie-Laure Vidal et Éric Ziolo | LR                 |                    | 1er juillet 2021 | 2028          |
| Législatives    | Première circonscription de la Corrèze | Député                        | Francis Dubois                  | LR                 |                    | 22 juin 2022     | juin 2027     |
| Régionales      | Nouvelle-Aquitaine                     | Président du conseil régional | Alain Rousset                   | PS                 |                    | 1er janvier 2016 | 2028          |
| Présidentielle  | France                                 | Président de la République    | Emmanuel Macron                 | RE                 |                    | 14 mai 2017      | 2027          |

### Récapitulatif de résultats électoraux récents
| Scrutin              | 1er tour | 1er tour | 1er tour | 1er tour             | 1er tour             | 1er tour             | 1er tour             | 1er tour             | 1er tour             | 1er tour             | 1er tour             | 1er tour             | 2d tour        | 2d tour        | 2d tour        | 2d tour        | 2d tour        | 2d tour        | 2d tour        | 2d tour        | 2d tour        |
| Scrutin              | 1er      | 1er      | %        | 2e                   | 2e                   | %                    | 3e                   | 3e                   | %                    | 4e                   | 4e                   | %                    | 1er            | 1er            | %              | 2e             | 2e             | %              | 3e             | 3e             | %              |
| -------------------- | -------- | -------- | -------- | -------------------- | -------------------- | -------------------- | -------------------- | -------------------- | -------------------- | -------------------- | -------------------- | -------------------- | -------------- | -------------- | -------------- | -------------- | -------------- | -------------- | -------------- | -------------- | -------------- |
| Municipales 2014     |          | PS       | 67,84    |                      | SE                   | 32,15                | Pas de 3e et 4e      | Pas de 3e et 4e      | Pas de 3e et 4e      | Pas de 3e et 4e      | Pas de 3e et 4e      | Pas de 3e et 4e      | Pas de 2d tour | Pas de 2d tour | Pas de 2d tour | Pas de 2d tour | Pas de 2d tour | Pas de 2d tour | Pas de 2d tour | Pas de 2d tour | Pas de 2d tour |
| Européennes 2014     |          | PS       | 34,06    |                      | UMP                  | 25,22                |                      | FN                   | 18,12                |                      | FG                   | 5,02                 | Tour unique    | Tour unique    | Tour unique    | Tour unique    | Tour unique    | Tour unique    | Tour unique    | Tour unique    | Tour unique    |
| Départementales 2015 |          | PS       | 50,14    |                      | UMP                  | 43,03                |                      | DVG                  | 6,82                 | Pas de 4e            | Pas de 4e            | Pas de 4e            |                | PS             | 52,15          |                | UMP            | 47,85          | Pas de 3e      | Pas de 3e      | Pas de 3e      |
| Régionales 2015      |          | PS       | 36,81    |                      | LR                   | 29,89                |                      | FN                   | 17,75                |                      | DLF                  | 4,71                 |                | PS             | 45,28          |                | LR             | 37,67          |                | FN             | 17,05          |
| Présidentielle 2017  |          | EM       | 25,80    |                      | LR                   | 20,49                |                      | FN                   | 19,26                |                      | LFI                  | 15,52                |                | EM             | 69,38          |                | FN             | 30,62          | Pas de 3e      | Pas de 3e      | Pas de 3e      |
| Législatives 2017    |          | LREM     | 32,34    |                      | LR                   | 22,12                |                      | PS                   | 15,87                |                      | FN                   | 10,22                |                | LREM           | 59,05          |                | PS             | 40,95          | Pas de 3e      | Pas de 3e      | Pas de 3e      |
| Européennes 2019     |          | RN       | 25,25    |                      | LREM                 | 16,80                |                      | LR                   | 12,12                |                      | PS                   | 10,79                | Tour unique    | Tour unique    | Tour unique    | Tour unique    | Tour unique    | Tour unique    | Tour unique    | Tour unique    | Tour unique    |
| Municipales 2020     |          | LR       | 100,00   | Pas d'autre candidat | Pas d'autre candidat | Pas d'autre candidat | Pas d'autre candidat | Pas d'autre candidat | Pas d'autre candidat | Pas d'autre candidat | Pas d'autre candidat | Pas d'autre candidat | Pas de 2d tour | Pas de 2d tour | Pas de 2d tour | Pas de 2d tour | Pas de 2d tour | Pas de 2d tour | Pas de 2d tour | Pas de 2d tour | Pas de 2d tour |
| Régionales 2021      |          | LR       | 33,70    |                      | PS                   | 21,47                |                      | RN                   | 15,99                |                      | EÉLV                 | 9,87                 |                | LR             | 38,04          |                | PS             | 31,12          |                | RN             | 14,66          |
| Départementales 2021 |          | LR       | 59,36    |                      | DVG                  | 26,68                |                      | RN                   | 10,96                | Pas de 4e            | Pas de 4e            | Pas de 4e            |                | LR             | 63,86          |                | DVG            | 36,14          | Pas de 3e      | Pas de 3e      | Pas de 3e      |
| Présidentielle 2022  |          | RN       | 25,62    |                      | LREM                 | 23,15                |                      | LFI                  | 15,38                |                      | LR                   | 10,90                |                | LREM           | 52,53          |                | RN             | 47,47          | Pas de 3e      | Pas de 3e      | Pas de 3e      |
| Législatives 2022    |          | LR       | 22,97    |                      | MoDem                | 21,64                |                      | RN                   | 18,09                |                      | LFI                  | 17,76                |                | LR             | 59,05          |                | LFI            | 40,95          | Pas de 3e      | Pas de 3e      | Pas de 3e      |
| Européennes 2024     |          | RN       | 36,46    |                      | PS                   | 14,43                |                      | ENS                  | 12,27                |                      | LR                   | 6,49                 | Tour unique    | Tour unique    | Tour unique    | Tour unique    | Tour unique    | Tour unique    | Tour unique    | Tour unique    | Tour unique    |
| Législatives 2024    |          | RN       | 35,47    |                      | PS                   | 31,77                |                      | LR                   | 30,21                |                      | LO                   | 2,06                 |                |                |                |                |                |                |                |                |                |

### Administration municipale
La population de la commune étant comprise entre 2 500 et 3 499 habitants au recensement de 2017, vingt-trois conseillers municipaux ont été élus en 2020,.

### Maire
Éric Ziolo (LR) est le maire de Bort-les-Orgues depuis le 23 mai 2020. Élu lors des élections municipales de 2020, il succède à Nathalie Delcouderc-Juillard (PS).

### Politique environnementale
Dans son palmarès 2024, le Conseil national de villes et villages fleuris de France a attribué deux fleurs à la commune.
La commune, est labellisée « Station Verte » depuis 2006. La commune figure parmi les lauréats de la Marianne d'Or en 2009. Elle est aussi labellisée porte d’entrée du Parc naturel des volcans d’Auvergne.

### Intercommunalité
Bort-les-Orgues fait partie de la communauté de communes Haute-Corrèze Communauté, dont le siège est à Ussel.

### Canton
Depuis la réforme cantonale de 2014, Bort-les-Orgues est le bureau centralisateur du canton de la Haute-Dordogne.

### Jumelages
Bort-les-Orgues est jumelée avec  Saint-Julien-lès-Metz (France), ville de la Moselle.

## Équipements et services publics

### Enseignement
Bort-les-Orgues appartient à l'Académie de Limoges et à la direction des services départementaux de l'Éducation nationale de la Corrèze qui eux-mêmes appartient a la région académique de la Nouvelle-Aquitaine. La commune est dans la zone A du calendrier scolaire français.
La commune administre une crèche, une école maternelle et une école élémentaire. L'école élémentaire porte le nom de Jean Jaurès, l'école maternelle, quant à elle, porte le nom de Jean Zay. Un collège est aussi présent à Bort-les-Orgues : le collège Marmontel, (pour Jean-François Marmontel, né dans la commune en 1723), autrefois ce collège était une grande école de pratique de commerce et d'industrie.
Bort-les-Orgues compte un lycée professionnel. Les formations au lycée professionnel de Bort-Artense sont :
- Baccalauréat professionnel commerce,
- Baccalauréat professionnel de vente,
- Baccalauréat technicien constructeur bois,
- CAP employé de commerce multi-spécialités.
- FCIL communication web et webmarketing

### Santé
La commune compte un centre hospitalier fondé en 1906 par Gustave Parré, membre du conseil municipal à cette époque. Mais le centre hospitalier de Haute-Corrèze à Ussel (à 23 km) est le centre hospitalier le plus proche qui bénéficie d'un service d'urgence et d'une maternité.

#### Centre hospitalier de Bort-les-Orgues
Le centre hospitalier de Bort-les-Orgues, dont le statut est celui d'un centre hospitalier public doté de l'autonomie juridique et financière, est géré par un conseil de surveillance, présidé par le maire de la commune.
L'hôpital, avec une capacité de 156 lits, dispense les spécialités médicales et chirurgicales suivantes, : médecine, soins de suite et de réadaptation, établissement d'hébergement pour personnes âgées dépendantes (EHPAD), unité de soins de longue durée (USLD) - soins médicaux techniques importants] (SMTI), accueil de jour, maladie d'Alzheimer et troubles apparentés, gynécologie, chirurgie orthopédique, diététique,.
C'est un établissement public de santé autonome. Le territoire de santé de l’hôpital de Bort-les-Orgues comporte les trois cantons de Bort-les-Orgues, de Champs-sur-Tarentaine et de Saignes..

##### Historique du centre hospitalier
Les travaux de construction du centre hospitalier de Bort-les-Orgues sont approuvés le 23 février 1902 par le conseil municipal, alors présidé par Gustave Parré. L'inauguration a lieu le 30 septembre 1906.
La construction du barrage de Bort-les-Orgues, dans les années 1950, favorise l'implantation d'une antenne chirurgicale et donne à l'hospice sa vraie vocation d'hôpital. L'achèvement du barrage amène progressivement une diminution de l’activité qui aboutit à la fermeture du service de chirurgie.
En mars 1955, un projet d'extension de l'hôpital permet la création d'une maternité.
Le 1er janvier 1961, l'adjudication pour les travaux « maison de retraite » fixée au 18 décembre 1961 conduit à de nouvelles restructurations en 1971, 1973 et 1980.
De 2001 à 2004, une nouvelle période de restructuration permet de dédoubler un grand nombre de chambres et d’équiper les chambres nouvelles d’une salle de bain avec WC, lavabo et douche. L’ajout d’un étage sur une partie du bâtiment permet la création d’une unité spécifique pour une prise en charge des personnes âgées en perte d’autonomie cognitive.

### Justice, sécurité, secours et défense

#### Justice
Bort-les-Orgues relève du conseil de prud'hommes de Tulle, de la Cour administrative d'appel de Bordeaux, de la Cour d'appel de Limoges, de la Cour d'assises de la Corrèze à Tulle, du tribunal administratif de Limoges, du tribunal d'instance de Tulle, du tribunal de commerce de Brive-la-Gaillarde, du tribunal de grande instance de Tulle, du tribunal paritaire des baux ruraux de Tulle et du tribunal pour enfants de Brive-la-Gaillarde.

## Population et société

### Démographie
Ses habitants sont appelés les Bortois et Bortoises.

#### Évolution démographique
L'évolution du nombre d'habitants est connue à travers les recensements de la population effectués dans la commune depuis 1793. Pour les communes de moins de 10 000 habitants, une enquête de recensement portant sur toute la population est réalisée tous les cinq ans, les populations de référence des années intermédiaires étant quant à elles estimées par interpolation ou extrapolation. Pour la commune, le premier recensement exhaustif entrant dans le cadre du nouveau dispositif a été réalisé en 2006.

En 2022, la commune comptait 2 487 habitants, en évolution de −7,85 % par rapport à 2016 (Corrèze : −0,59 %, France hors Mayotte : +2,11 %).
| 1793  | 1800  | 1806  | 1821  | 1831  | 1836  | 1841  | 1846  | 1851  |
| ----- | ----- | ----- | ----- | ----- | ----- | ----- | ----- | ----- |
| 1 723 | 1 792 | 2 125 | 2 159 | 2 291 | 2 337 | 2 367 | 2 322 | 2 559 |

| 1856  | 1861  | 1866  | 1872  | 1876  | 1881  | 1886  | 1891  | 1896  |
| ----- | ----- | ----- | ----- | ----- | ----- | ----- | ----- | ----- |
| 2 511 | 2 554 | 2 712 | 2 693 | 3 092 | 3 532 | 3 671 | 3 858 | 3 878 |

| 1901  | 1906  | 1911  | 1921  | 1926  | 1931  | 1936  | 1946  | 1954  |
| ----- | ----- | ----- | ----- | ----- | ----- | ----- | ----- | ----- |
| 3 698 | 3 977 | 3 821 | 3 466 | 3 664 | 3 715 | 4 031 | 5 086 | 5 425 |

| 1962  | 1968  | 1975  | 1982  | 1990  | 1999  | 2006  | 2011  | 2016  |
| ----- | ----- | ----- | ----- | ----- | ----- | ----- | ----- | ----- |
| 5 115 | 4 937 | 5 075 | 4 509 | 4 208 | 3 534 | 3 260 | 2 887 | 2 699 |

| 2021  | 2022  | - | - | - | - | - | - | - |
| ----- | ----- | - | - | - | - | - | - | - |
| 2 541 | 2 487 | - | - | - | - | - | - | - |

#### Pyramide des âges
La population de la commune est relativement âgée. En 2018, le taux de personnes d'un âge inférieur à 30 ans s'élève à 22,5 %, soit un taux inférieur à la moyenne départementale (28,7 %). À l'inverse, le taux de personnes d'un âge supérieur à 60 ans (39,9 %) est supérieur au taux départemental (34,7 %).
En 2018, la commune comptait 1 212 hommes pour 1 449 femmes, soit un taux de 54,45 % de femmes, supérieur au taux départemental (51,47 %).
Les pyramides des âges de la commune et du département s'établissent comme suit :
| Hommes | Classe d’âge | Femmes |
| ------ | ------------ | ------ |
| 1,2    | 90 ou +      | 3,9    |
| 12,0   | 75-89 ans    | 21,1   |
| 20,0   | 60-74 ans    | 20,6   |
| 26,5   | 45-59 ans    | 21,4   |
| 15,5   | 30-44 ans    | 12,4   |
| 14,7   | 15-29 ans    | 11,3   |
| 10,1   | 0-14 ans     | 9,3    |

| Hommes | Classe d’âge | Femmes |
| ------ | ------------ | ------ |
| 1,1    | 90 ou +      | 3      |
| 9,9    | 75-89 ans    | 13,5   |
| 21,2   | 60-74 ans    | 22,1   |
| 20,8   | 45-59 ans    | 19,8   |
| 16,1   | 30-44 ans    | 15,6   |
| 15,6   | 15-29 ans    | 12,5   |
| 15,2   | 0-14 ans     | 13,4   |

### Sports et loisirs

#### Rugby
L'Amicale sportive bortoise (AS Bortoise ou AS Bort-les-Orgues) est un club français de rugby créé en 1904, qui a évolué en 1re division nationale plusieurs années et qui a été en Fédérale 3 de la saison 2006-2007 à 2008-2009, elle évolue désormais en Honneur. La particularité de l'AS Bort est d'être située dans la région Limousin tout en étant affiliée au comité Auvergne.
Les joueurs célèbres passés par le club sont François Lombard, Amédée Domenech dit « Le Duc » (saison 1950-51), Roger Bastié (saison 1950-51), Noël Baudry...

#### Tennis
Club disposant de 4 terrains extérieurs dont 2 de terre battue. Le club porte le nom : "ASB tennis"..

#### Cyclisme

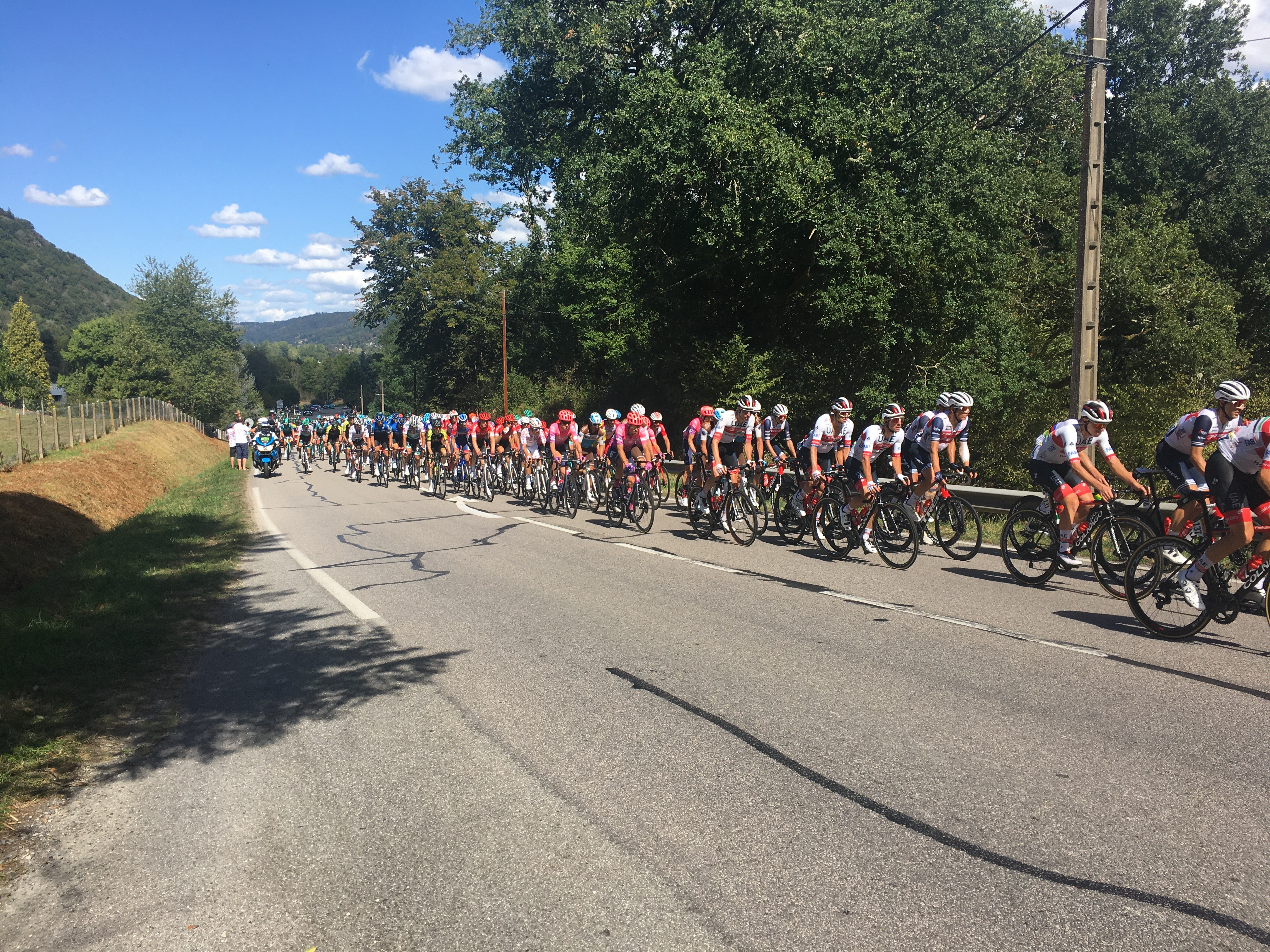
Passage du Tour de France 2020 à Bort-les-Orgues

La commune de Bort-les-Orgues a été traversée trois fois par le Tour de France :
- Le 14 juillet 1951, lors de la 10e étape reliant Clermont-Ferrand à Brive, le 38e Tour de France passe par la rue de Paris puis devant la mairie avant d'enchaîner par la montée des Orgues et du Puy-de-Bort ;
- Le 14 juillet 1996, lors de la 14e étape reliant Besse à Tulle, le 83e Tour de France  passe dans le centre-ville de Bort-les-Orgues ;
- Le 11 septembre 2020, lors de la 13e étape reliant Châtel-Guyon au Puy Mary, le 107e Tour de France traverse Bort-les-Orgues[62],[63].

La 2e édition du Tour de France Femmes traverse Bort-les-Orgues, lors de la 2e étape reliant Clermont-Ferrand à Mauriac, le 24 juillet 2023.
Le 17 août 2023, Bort est la ville d'arrivée de la 3e étape de la 56e édition du Tour du Limousin.

#### Autres sports
Cette commune corrézienne dispose d'un club de karaté, d'un club de football, de handball, de badminton et en association avec les communes voisines d'un club de judo et de tennis de table. Bien que plus d'une centaine d'associations sportives y soient recensées.

## Économie
La commune tire ses revenus du barrage proche et du tourisme lié au lac de retenue.

### Revenus de la population et fiscalité
En 2015, le revenu fiscal médian par ménage était de 18 459 €. Durant la même année, 13,3 % des foyers fiscaux n'étaient pas imposables.

### Emploi
En 2014, parmi la population âgée de 15 à 64 ans, on comptait 73,5 % d'actifs dont 71,8 % ayant un emploi et 11,5 % de chômeurs. Le nombre total d'emploi, en 2015, s'élevait à 1 903.

### Entreprises et commerces
Au 31 décembre 2015, Bort-les-Orgues comptait 326 établissements : 9 dans l’agriculture, 30 dans l'industrie, 31 dans la construction, 201 dans le commerce-transports-services divers et 55 étaient relatifs au secteur administratif.
La commune accueille sur son territoire un site de production du pôle environnement du groupe Plastic Omnium. Une usine de fabrication et d’embouteillage d'un soda régional, Auvergnat Cola, est présent sur la commune. C'est le soda régional le plus vendu en France. Deux établissements de la Fondation Jacques Chirac sont aussi présent sur la commune.
Les tanneries, dont la marque Le Tanneur est le dernier représentant, ont fait les beaux jours de la ville.

## Culture locale et patrimoine

### Lieux et monuments

#### Patrimoine environnemental
- Les orgues de Bort, massif volcanique de phonolite en forme de tuyaux d'orgues, similaires à des orgues basaltiques.
- Le lac de Bort-les-Orgues, un lac artificiel, résultant de la création du barrage de Bort-les-Orgues, le lac offre une attraction touristique sur la commune. C'est le troisième plus grand lac de barrage du Massif central, et le treizième plus grand lac artificiel de France.

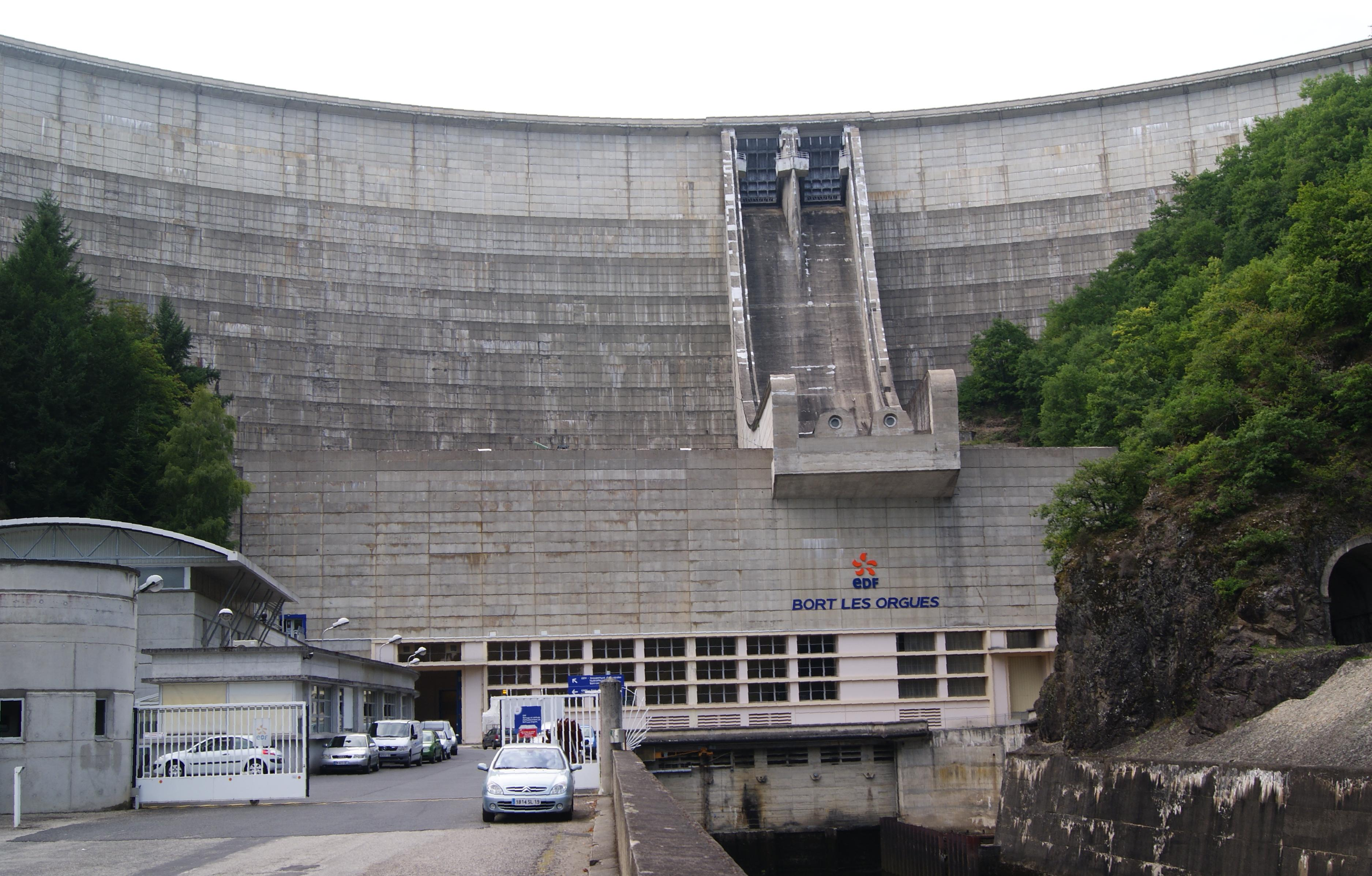
Le barrage de Bort-les-Orgues.

- La Dordogne, rivière qui passe sur la commune, classée par l’UNESCO comme réserve de biosphère.
- Le saut de la Saule, impressionnants canyons sur la Rhue, en amont du pont de chemin de fer enjambant cette rivière.

#### Patrimoine industriel
- Le barrage de Bort-les-Orgues, barrage poids-voûte en béton.

#### Patrimoine architectural

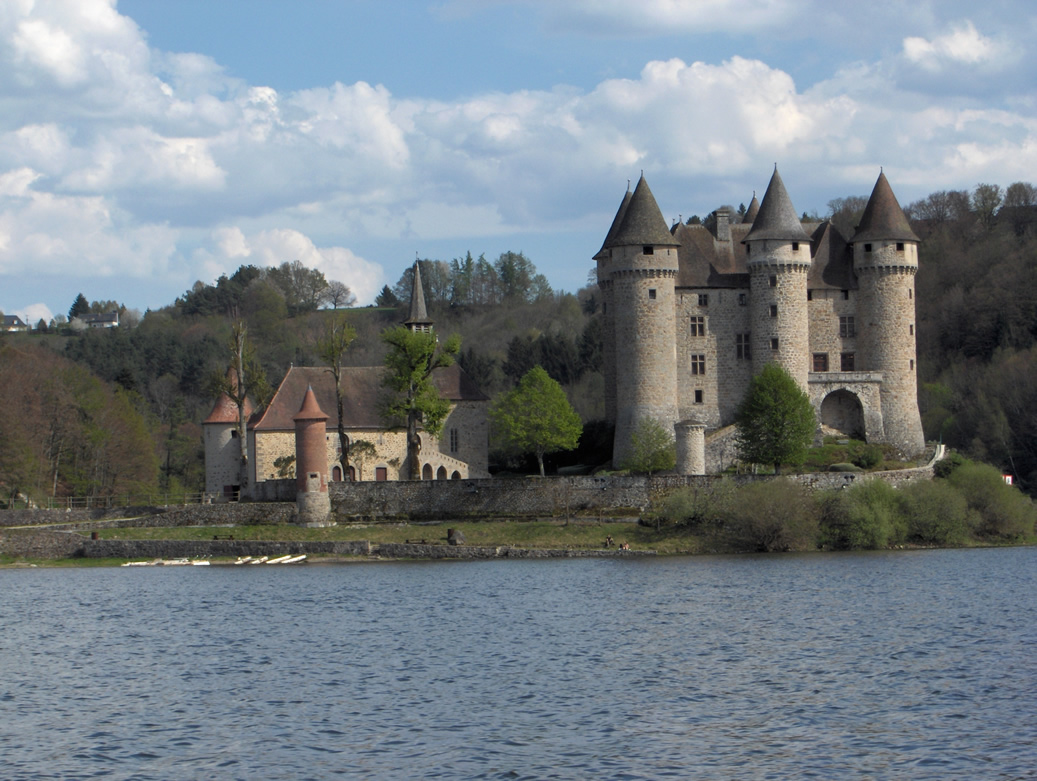
Le château de Val.

- L’église Saint-Germain du XIIe siècle.
- Le château de Val, émergeant sur l'une des rives du lac de retenue du barrage, se trouve sur la commune de Lanobre dans le  Cantal mais la commune de Bort-les-Orgues en est propriétaire depuis la construction du barrage.
- La halle au blé, place de la mairie, date du XIXe siècle. Elle est inscrite à l'inventaire des monuments historiques depuis le 25 mars 1965[67].

#### Patrimoine culturel
- Le musée de la Tannerie et du Cuir, situé sur les anciennes tanneries de Bort-les-Orgues. Le musée a été fondé en 1996 par une association de bénévoles, pour la plupart des anciens tanneurs du site.

### Personnalités liées à la commune

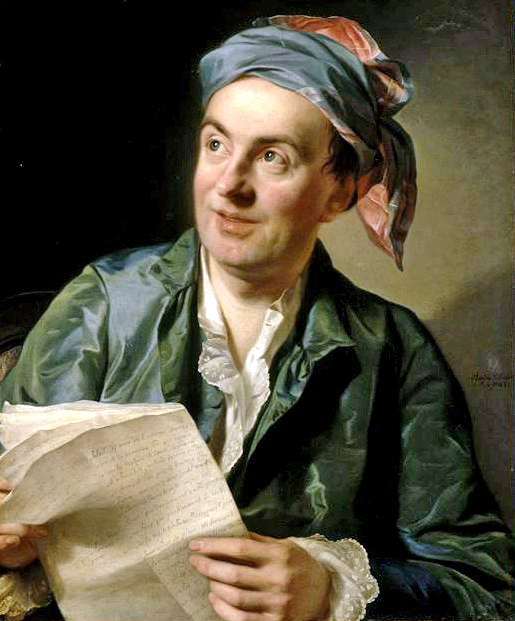
Jean-François Marmontel.

- Jean-François Marmontel (1723-1799), encyclopédiste (partie littérature) français, historien, conteur, romancier, dramaturge, philosophe, proche de Voltaire et ennemi de Rousseau, grammairien et poète, né à Bort-les-Orgues le 11 juillet 1723 et mort le 31 décembre 1799 à Saint-Aubin-sur-Gaillon (Eure).
- Jean-Alexis Rouchon (1801-1878), affichiste, imprimeur et inventeur pionnier, né dans cette ville.
- Germain Bouchon-Brandely (1847-1893), sculpteur français, né à Bort-les-Orgues.
- Jean Baptiste Édouard dit "Edouard" Delpeuch (1860-1930), professeur et homme politique français, né dans cette ville.
- Raoul Charbonnel (1872-1946), journaliste, dramaturge et librettiste, né à Bort-les-Orgues.
- Paul Cambo (1908-1978), comédien, né à Bort-les-Orgues.
- Lina Margy (1909-1973), de son vrai nom Marguerite Verdier, immortelle chanteuse française du Petit Vin blanc, née à Bort-les-Orgues le 12 avril 1909 et morte à Paris en 1973[68].
- Daniel Schintone (1927-2015), peintre français, né à Bort-les-Orgues.
- Pierre Tornade (1930-2012), de son vrai nom Pierre Tournadre, comédien français, né à Bort-les-Orgues le 21 janvier 1930 et mort le 7 mars 2012 à Rambouillet.
- Jean-Pierre Dupont (né à Alger en 1933), ancien maire de Bort-les-Orgues et ancien député de la Corrèze (1995-2012). Président du Conseil général de la Corrèze de 1992 à 2008.
- Florence Quentin, née le 5 septembre 1946 à Bort-les-Orgues, scénariste, réalisatrice et productrice française[69].
- Daniel Dutuel (né à Bort-les-Orgues en 1967), ancien footballeur

### Héraldique et devise

#### Armes

##### En 2020
|  | Les armes actuelles de la ville sont : D'azur à trois flanchis d'argent. |

##### Anciennes armes
| D'or, au sautoir denché de gueules. | Malte-Brun, La France illustrée, 1882 ; à gauche. Rapportées également par Malte-Brun, l'église en possède un exemplaire sur bois ancien marqué par le feu (bâton de procession ?) ; à droite. | Rapportées également par Malte-Brun, l'église en possède un exemplaire sur bois ancien marqué par le feu (bâton de procession ?). |

#### Devise
La devise de Bort est « Extremis finibus Lemovicensium et Arvernorum » (« aux confins des territoires limousin et arverne »).[réf. nécessaire]